# Muyahidín

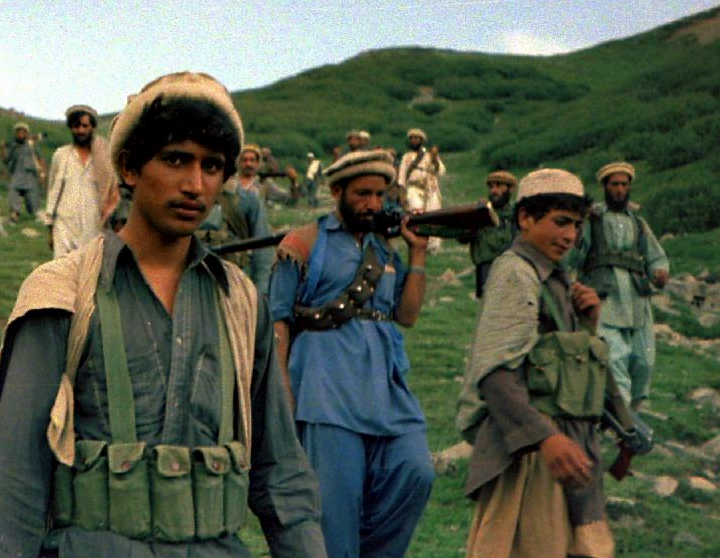
Combatientes muyahidines durante la Guerra de Afganistán (1978-1992), en la que apoyados por Estados Unidos lucharon contra la URSS.

Un muyahidín es, en un contexto islámico quien ejerce la yihad, es decir; quien hace un «sacrificio espiritual de esfuerzo militar». En Occidente se denomina, «combatiente islámico fundamentalista».

## Etimología
Muŷāhid (en árabe: ﻣﺠﺎﻫﺪ‎ muŷāhid, pl. ﻣﺠﺎﻫﺪﻳﻦ (muŷāhidīn)) es el participio activo del verbo árabe ŷāhada, que significa «hacer el yihad», y ŷihād, a su vez, significa «esfuerzo orientado a la consecución de una finalidad». En la práctica, y puesto que el concepto de yihad aparece muchas veces ligado al combate militar, muyahid tiene un sentido de «combatiente musulmán» o «combatiente por el islam».
En español se utiliza la forma muyahidín como singular, tomada del plural árabe, que a su vez tiene el plural español muyahidines. Se desaconseja el uso de las grafías con j en lugar de y, como mujahidín o mujaidín, derivadas de las transcripciones inglesas del término.

## Muyahidines en Bosnia-Herzegovina
En Bosnia se llamaba muyahidín a los voluntarios internacionales musulmanes que combatieron junto a las tropas musulmanas locales en las guerras libradas entre 1991 y 1998.

## Muyahidines en Afganistán
En Afganistán se conoce como muyahidín al miembro de cada facción política y militar del país, desde la época de la República de Afganistán (1973-1978) a la actualidad.

## Muyahidines en Chipre
Incluso antes de la independencia, la comunidad turcochipriota mantenía su propia fuerza paramilitar (el Türk Mukavemet Teşkilatı) (TMT) una fuerza paramilitar entrenada y equipada por las Fuerzas Armadas de Turquía. En 1967, esta fuerza pasó a llamarse Mücahit ("Muyahidín"), y en 1975, Mücahit pasó a llamarse Fuerza de Seguridad Turcochipriota. En 1974, Turquía lideró una invasión terrestre del norte de Chipre, anexándose el norte de Chipre.

## Muyahidines en Birmania
De 1947 a 1961, los muyahidines locales lucharon contra los soldados del gobierno birmano en un intento de que la península de Mayu en el norte de Arakan, Birmania (actual estado de Rakhine) se separara del país, para que pudiera ser anexada por Pakistán Oriental, actualmente Bangladés. A finales de la década de 1950 y principios de la de 1960, los muyahidines perdieron la mayor parte de su impulso y apoyo, lo que provocó que la mayoría de ellos se rindieran a las fuerzas gubernamentales.
En la década de 1990, la Organización de Solidaridad Rohingya fue la principal autora de ataques contra las autoridades birmanas ubicadas en la frontera entre Bangladesh y Myanmar.

## Muyahidines en Filipinas
En 1969, se desarrollaron tensiones políticas y hostilidades abiertas entre el Gobierno de Filipinas y los grupos yihadistas locales. El profesor Nur Misuari de la Universidad de Filipinas, creó el Frente Moro de Liberación Nacional (MNLF) el cual se convertiría en un agresor contra el gobierno, mientras que el Frente Moro de Liberación Islámica (MILF), un grupo escindido de El MNLF, se creó para buscar un Estado islámico dentro de Filipinas, con una visión islámica más ortodoxa y agresiva. Las estadísticas de víctimas varían según el conflicto; sin embargo, las estimaciones conservadoras del Programa de Datos sobre Conflictos de Uppsala indican que al menos 6.015 personas murieron en el conflicto armado entre el Gobierno de Filipinas y las facciones ASG, BIFM, MILF y MNLF entre 1989 y 2012. Abu Sayyaf es un grupo separatista islámico del sur de Filipinas, formado en 1991. El grupo es conocido por sus secuestros de ciudadanos occidentales y filipinos, por los que ha recibido varios pagos de rescate cuantiosos. Algunos miembros de Abu Sayyaf han estudiado o trabajado en Arabia Saudita y han desarrollado relaciones con los miembros muyahidines mientras luchaban y se entrenaban en la guerra contra la invasión soviética de Afganistán.

## Otros usos
- En Marruecos se empleó para los combatientes contra los españoles durante la guerra de Marruecos (1860), o contra Francia durante la guerra de pacificación de Marruecos (1907-1934).[11]
- En Argelia la palabra muyahid (con la grafía francesa moudjahid) había sido utilizada ya durante la Guerra de Argelia (1954-1962) para designar a los argelinos alzados en armas contra el poder colonial francés. Además, en el conflicto entre islamistas y revolucionarios en Argelia, muyahid es sinónimo de combatiente opuesto a los islamistas.
- En Irán existen la Organización de los muyahidines del pueblo iraní, organización armada de oposición en el exilio más importante a la República Islámica, que luchó también contra el régimen del sah; y la Organización de los Muyahidines de la Revolución Islámica de Irán, partido reformista de élites intelectuales y tecnocráticas, de carácter civil, integrado en el sistema político y próximo al gobierno durante los dos mandatos presidenciales de Seyyed Mohammad Jatamí (1997-2005).
- En India se denomina mujhaidin a los combatientes de la Frontera del Noroeste contra sikhs y Reino Unido.[12]